# Renault Clio
Renault Clio spada v razred malih avtomobilov (segment B) in ga proizvaja francoska tovarna Renault. 
Proizvodnja zadnje, 5. generacije se izvaja v Renaultovi tovarni v Novem mestu.

## Zgodovina modela
Prvič je bil predstavljen leta 1990 in je trenutno v petem generacijskem obdobju.
Simbol uspeha predstavlja tudi to, da je bil, kot edini avtomobil do sedaj, dvakrat izbran za evropski avto leta in sicer leta 1991 in 2006.
Clio je na Japonskem prodajan pod imenom Renault Lutecia, ker ima Honda pravice do imena Clio (ime prodajne mreže na Japonskem). Renault je naredil tudi štirivratno limuzino za določene trge in se je prodajal pod imeni Renault Clio Classic, Renault Clio Symbol, Renault Symbol, Renault Clio Sedan, Renault Clio Tricorps in Renault Thalia.
Prodaja se tudi pod imenom Nissan Platina v nekaterih državah Latinske Amerike, z nekaterimi razlikami v sprednjem delu, da je bolj podoben Nissan Altimi. 

### Clio I (1990-1998)
Clio prve generacije je bil predstavljen na avtomobilskem salonu v Parizu, junija 1990. Prodaja se je začela še istega leta v Franciji in drugod po Evropi. V Veliki Britaniji pa se je prodaja začela komaj marca 1991. Clio je bil zamenjava za Renault 5, vendar so ga še v manjši meri izdelovali v Sloveniji, kot cenejšo alternativo avtomobila, do leta 1996.
V začetku so bili na voljo štirje motorji; dva bencinska in dva dizelska motorja. Bencinska motorja sta bila 1,2 L 8V in 1,4 L 8V Energy (slednji je bil pvič viden v Renault 19) in dizelska motorja 1,7 L in 1,9 L. Zaradi prilagoditve novim okoljevarstvenim predpisom so leta 1992 na obeh bencinskih motorjih uplinjača nadomestili z elektronskim vbrizgavanjem goriva.
Paketi opreme so bili na začetku trije: RL, RN in RT.
Prvo rahlo osvežitev je Clio doživel že dobro leto po predstavitvi; sprememba značke (iz narebrene v gladko) in nova zasnova prednjih sedežev. 
Faza 2
Marca 1993 se je začela 2. faza modela, ki je prinesla spremembo v zunanjosti in notranjosti Clia. Najbolj očitna sprememba je bila zamenjava prednje maske, zaščitni bočni letvici (v njiju sta bili oznake opreme), oznake v zadku avtomobila in sprememba zadnjih luči. Motorji in tehnika so ostali enaki. Po letu 1993 so se do tedaj enake različice opreme začele razlikovati po posameznih državah.
Tako so tudi aprila 1993 Clia začeli izdelovati v novomeški tovarni Revoz, ki je zamenjal, decembra 1992 upokojeni Renault 4 in si delil montažni trak z Renault 5, do julija 1996. 
Faza 3
Leta 1996 je prišla še 3. faza, ki je prinesla bolj korenite spremembe. Osnovni bencinski motor 1,2 L Energy je bil zamenjan z 1149 kubičnim D7F benciskim motorjem s sekvenčnim vbrizgavanjem goriva, ki so ga vgrajevali tudi v model Renult Twingo. V tej fazi so posodobili tudi 1,4 L Energy bencinski motor, ki so mu preoblikovali glavo zaradi boljšega izkoristka in manjše porabe goriva. Oba motorja sta imela manjšo moč, kot predhodnika.
Spremembe v zunanjosti so bili na večjih in bolj zaobljenih žarometih z vgrajenimi smerniki. Posledica tega je bila tudi sprememba na pokrovu motorja. Na zadnjih vratih pod steklom so dodali tretjo zavorno luč in spremenjene črke Clio. Bile so dodane mehanske izboljšave; varnostna blazina za sovoznika in zategovalnika prednjih varnostnih pasu, nove prevleke in trikrak volanski oboč. 
Clio 16V
Clio je že marca 1991 dobil športno različico z oznako 16V (za francoski trg 16S - S za >>soupapes<<, kar je francoska beseda za ventile). Poganjal ga je 1,8 L 16V bencinski motor z največjo močjo 101 kW (137 KM), ki so ga vzeli iz modela Renult 19 16V in je dosegel največjo hitrost 208 km/h. Tako je dobil tudi športno podvozje in močnejše zavore. Spremebe v zunanjosti so bile v razširjenih blatnikih (prednja sta bila plastična), pokrov motorja z grbo in režo, širši zadnji odbijač, krilce na zgornjem delu prtljažnih vrat in ogledali in odbijača v barvi karoserije.
Februarja 1993 je bila predstavljena bolj umirjena različica RSi, ki jo je poganjal 1,8 L 8V z največjo močjo 81 kW (110 KM).
Clio Williams
Leta 1993 je Renault zaradi homolagacije v dirkalne namene naredil predstavil 500 primerkov omejene športn različice Clia, ki so ga v počastitev moštva Williams-Renault v Formuli 1 poimenovali Clio Williams. Čeprav se je imenoval Williams ni imelo moštvo nič pri izdelavi modela, saj so ga zasnovali v športnem oddelku Renault Sport.
Imel je 2,0 L 16V bencinski motor z največjo močjo 110 kW (150 KM) in končno hitrostjo 215 km/h. Motor ni bil povečan 1,8 L 16V, vendar je bil drugačen motor z drugo zasnovo, z drugačnimi ventili, gredmi in drugimi deli. Od Clia 16V se je razlikoval po širšem sprednjem delu (vzetem od Renault 19), širših gumah, močnejšem menjalniku, tršem vzmetenju in nekaj kozmetičnih sprememb v notranjosti in zunanjosti. Karoserija je značilne kovinske temno modre barve ter zlata platišča in zlate oznake modela.
Najbolj športna je bila različica v 1. fazi, saj je imel vsak od 500 primerkov svojo ploščico s serijsko številko v notranjosti. V preostalih dveh fazah pa so bile različne kozmetične in funkcijske posodobitve. Vsega skupaj so jih izdelali okoli 12000 primerkov.

### Clio II (1998-2006)
Druga generacija modela je bila predstavljena leta 1998, ki so ga uradno razkrili v več evropskih mestih z neposrednimi satelitskimi zvezami s Parizom. Med njimi je bilo tudi Novo mesto, saj je bil Clio druge generacije prvi model, ki so ga začeli izdelovati že ob sami predstavitvi.
Clio druge generacije se je od prve razlikoval po bolj zaobljeni karoseriji. Da bi zmanjšali težo in stroške popravil so se odločili za uporabo sodobnejših materialov. Tako sta bila prednja blatnika izdelana iz plastike (bolj odporna na udarce in korozijo) in nekateri modeli so imeli pokrov motorja izdelan iz aluminija.
Clia II so poganjali 1,2 L, 1,4 L in 1,6 L bencinski motorji in 1,9 L dizelski motor. Vsi so bili osem ventilski. Marca 1999 so motorju 1,6 L namestili šestnajst ventilsko tehniko in tako nekako naredili bolj športno različico Clia druge generacije, ki je imel največjo moč 81 kW (110 KM). Sčasoma so skoraj vse bencinske motorje nadgradili na šestnajst ventilsko tehniko, da so postali bolj ekonomični in bolj zmogljivi.
Novembra 1999 je Renault predstavil limuzinsko izvedenko Clia II, ki so ga poimenovali Clio Symbol in so ga izdelovali v tovarni Bursa v Turčiji. Bil je namenjem trgom vzhodne Evrope in Sredozemlja, vendar so ga prodajali tudi v državah Latinske Amerike (Clio Sedan in Clio Classic), pod imenom Thalia pa v državah srednje Evrope.
Faza 2
Prva osvežitev Clia II je prišla spomladi leta 2001. Posodobitev zunanjosti je zajemala agresivnejši prednji del z drugačnima žarometoma, mrežasto masko in drugačne zadnje luči. V notranjosti pa so dvignili raven opreme, dobil je novo armaturno ploščo in predvsem več varnostne opreme. S prenovo je dobil tudi sodoben in varčen 1,5 L dizelski motor z neposrednim vbrizgavanjem goriva po skupnem vodu z največjo močjo 48 kW (65 KM), kasneje pa so dodali še dve izvedenki tega motorja z največjo močjo 60 kW (80 KM) in 74 kW (100 KM).
Faza 3
Leta 2003 so naredili nekaj drobnih sprememb, najbolj pomembni spremembi pa sta bili, da so dodali dva posebna paketa opreme Billabong in Extreme.
Fazi 4 in 5
Ko so leta 2005 predstavili Clia tretje generacije, se proizvodnja Clia II v Evropi ni končala. Novem mestu so Clia II izdelovali vse do leta 2012. V Sloveniji se je zadnja generacija Clia II prodajala pod imenom Clio Storia, v večini drugih evropskih trgih pa pod imenom Clio Campus. Leta 2005 je prineslo malenkostno spremembo na prtljažnih vratih in prestavitev registrske tablice. Druga sprememba pa je bila spomladi leta 2009, kjer so sprednji del oblikovali predvsem po takratnih Renaultovih modelih, da so poenotili izgled svojih avtomobilov. Spremembe je bila deležna tudi oprema. Clio Storia je bila voljo samo z 1,2 L 16V bencinskim motorjem, petimi vrati in dvema ravni opreme: Expression in Dynamique. 

### Clio Renault Sport
Leta 1998 je Renault predstavil športno različico Clia II, ki se je po novem imenovala Clio Renault Sport (Clio RS), ki je imel bencinski motor 2,0 L 16V z močjo 124 kW (169 KM) in s končno hitrostjo 220 km/h. Bil je zelo vodljiv in zmogljiv, vendar ni dosegel slovesa prejšnjega modela Renault Williams.
Clio RS je leta 2004 dobil predelan motor 2,0 L 16V z največjo močjo 132 kW (182 KM).

### Clio V6 Renault Sport
Leta 1998 je bil kot študija prikazan Clio V6, ki je bil razvit za dirkaške namene v sodelovanju s podjetjem Tom Walkinshaw Racing. Glavni namen je bil, da bi zamenjal v pokalnih tekmovanjih Alpine Renault. Tako se je rodil Renault Clio V6 Trophy in bil izjemno uspešen, zato so leta 2001 poslali na trg cestno različico Clia V6, ki je imel sredinsko nameščen motor V6 3,0 L 24V (iz Lagune vzet motor) z največjo močjo 170 kW (230 KM) in največjo hitrostjo 235 km/h in s pospeškom 0-100 km/h v 6,4 sekunde.
Z drugo fazo modela Clia so spremenili tudi Clia V6. Spremenjena je bila tako zunanjost kot notranjost in deležen je bil številnih tehničnih izboljšav. Največja moč motorja je tako znašala 188 kW (255 KM). Predelali so podvozje in dele karoserije tako, da je bil še boljši in zmogljivejši kot predhodnik.

### Clio III (2005-2012)
Novi Clio, tretje generacije je bil predstavljen leta 2005 na avtomobilskem salonu v Frankfurtu in se je začel prodajati leta 2006. Clio III je bil razvit skupaj s proizvajalcem vozil Nissan in uporablja isto platformo kot Renault Modus, Nissan Micra in Nissan Note.
Faza 1
Faza 2
Marca 2009 je bil na avtomobilskem salonu v Ženevi predstavljen prenovljeni Clio tretje generacije.

## Motorji
| Motor                           | Delovna koda | Tip       | Moč            | Končna hitrost | 0–100 km/h | Razpoložljivost                             |
| ------------------------------- | ------------ | --------- | -------------- | -------------- | ---------- | ------------------------------------------- |
| 1.0 L (999 ccm)                 | D7D          | 8V I4     | 43 kW; 57 KM   | 144 km/h       | 18.2 s     | Brazilija, 2000–2007                        |
| 1.0 L (999 ccm) (bencin/etanol) | D4D          | 16V I4    | 57 kW; 76 KM   | 165 km/h       | 14.1 s     | Brazilija, 2003–sedanjost                   |
| 1.2 L (1149 ccm)                | D7F          | 8V I4     | 43 kW; 57 KM   | 160 km/h       | 13.5 s     | 1996-1998–sedanjost, Clio Campus/Storia GPL |
| 1.2 L (1149 ccm)                | D4F          | 16V I4    | 56 kW; 75 KM   | 170 km/h       | 13.0 s     | 2001–sedanjost                              |
| 1.2 L TCE 100(1149 ccm)         | D4FT         | 16V I4    | 74 kW; 100 KM  | 184 km/h       | 11.1 s     | 2007–sedanjost, Clio III                    |
| 1.2 L (1171 ccm)                | E5F          | 8V I4     | 44 kW; 59 KM   | 155 km/h       | 15.2 s     | 1990–1993                                   |
| 1.2 L (1171 ccm)                | E7F          | 8V I4     | 44 kW; 59 KM   | 155 km/h       | 15.2 s     | 1990–1995                                   |
| 1.2 L (1239 ccm)                | C3G          | 8V I4     | 40 kW; 53 KM   | 150 km/h       | 14.5 s     | 1995–1996                                   |
| 1.4 L (1390 ccm)                | E7J          | 8V I4     | 59 kW; 79 KM   | 175 km/h       | 11.2 s     | 1997                                        |
| 1.4 L (1390 ccm)                | K7J          | 8V I4     | 55 kW; 74 KM   | 170 km/h       | 12.0 s     | 1998–2001                                   |
| 1.4 L (1390 ccm)                | K4J          | 16V I4    | 72 kW; 97 KM   | 185 km/h       | 11.2 s     | 1998–sedanjost                              |
| 1.5 L (1461 ccm)                | K9K          | 8V dCi I4 | 48 kW; 64 KM   | 162 km/h       | 15.0 s     | 2001–2005                                   |
| 1.5 L (1461 ccm)                | K9K          | 8V dCi I4 | 50 kW; 67 KM   | 163 km/h       | 14.9 s     | 2005–sedanjost                              |
| 1.5 L (1461 ccm)                | K9K          | 8V dCi I4 | 60 kW; 81 KM   | 175 km/h       | 12.2 s     | 2001–2005                                   |
| 1.5 L (1461 ccm)                | K9K          | 8V dCi I4 | 63 kW; 85 KM   | 174 km/h       | 12.7 s     | 2005–sedanjost                              |
| 1.5 L (1461 ccm)                | K9K          | 8V dCi I4 | 74 kW; 100 KM  | 185 km/h       | 10.6 s     | 2001–2005                                   |
| 1.5 L (1461 ccm)                | K9K          | 8V dCi I4 | 78 kW; 105 KM  | 190 km/h       | 11.1 s     | 2005–sedanjost                              |
| 1.6 L (1598 ccm)                | K7M          | 8V I4     | 65 kW; 87 KM   | 177 km/h       | 11.9 s     | 1998–1999                                   |
| 1.6 L (1598 ccm)                | K4M          | 16V I4    | 81 kW; 110 KM  | 194 km/h       | 9.6 s      | 1998-2005(1999-2001 16v-športna verzija)    |
| 1.6 L (1598 ccm)                | K4M          | 16V I4    | 82 kW; 110 KM  | 190 km/h       | 10.2 s     | 2005–sedanjost                              |
| 1.7 L (1698 ccm) ali (1721 ccm) | F3N          | 8V I4     | 66 kW; 89 KM   | 205 km/h       | 9.2 s      | 1990–1991                                   |
| 1.8 L (1794 ccm)                | F3P          | 8V I4     | 70 kW; 94 KM   | 185 km/h       | 9.9 s      | 1990–1998                                   |
| 1.8 L (1794 ccm)                | F3P          | 8V I4     | 81 kW; 110 KM  | 195 km/h       | 8.6 s      | RSi                                         |
| 1.8 L (1764 ccm)                | F7P          | 16V I4    | 101 kW; 135 KM | 209 km/h       | 7.7 s      | 16S/16V                                     |
| 1.9 L (1870 ccm)                | F8Q          | 8V D I4   | 47 kW; 63 KM   | 161 km/h       | 14.8 s     | Clio I, Clio II                             |
| 1.9 L (1870 ccm)                | F8Q          | 8V dTi I4 | 59 kW; 79 KM   | 175 km/h       | 13.0 s     | Clio II                                     |
| 2.0 L (1997 ccm)                | F4R          | 16V I4    | 101 kW; 136 KM | 205 km/h       | 8.5 s      |                                             |
| 2.0 L (1998 ccm)                | F7R          | 16V I4    | 110 kW; 150 hp | 215 km/h       | 7.3 s      | Williams                                    |
| 2.0 L (1998 ccm)                | F4R          | 16V       | 127 kW; 170 KM | 220 km/h       | 7.2 s      | 2000–2004, RS                               |
| 2.0 L (1998 ccm)                | F4R          | 16V I4    | 134 kW; 180 KM | 222 km/h       | 7.1 s      | 2004–2006, RS                               |
| 2.0 L (1997 ccm)                | F4R          | 16V I4    | 145 kW; 194 KM | 223 km/h       | 6.9 s      | 2006–2009, RS                               |
| 3.0 L (2946 ccm)                | L7X          | 24V V6    | 170 kW; 230 KM | 235 km/h       | 6.4 s      |                                             |
| 3.0 L (2946 ccm)                | L7X          | 24V V6    | 188 kW; 252 KM | 245 km/h       | 5.8 s      | 2000–2004, RS                               |

## Motošport
- Renault Clio Cup

## Nagrade
- Evropski avto leta 1991.
- Evropski avto leta 2006.